# Cardiomya gilchristi
Cardiomya gilchristi is een tweekleppigensoort uit de familie van de Cuspidariidae. De wetenschappelijke naam van de soort is voor het eerst geldig gepubliceerd in 1904 door G.B. Sowerby III.